# 2059
L'any 2059 (MMLIX) serà un any comú que començarà en dimecres segons el calendari gregorià, l'any 2059 de l'era comuna (CE) i Anno Domini (AD), el 59è any del tercer mil·lenni, el 59è any del segle xxi, i el desè any de la dècada del 2050.

## Esdeveniments
Països Catalans
- 5 de novembre - Eclipsi de sol a Catalunya; tindrà inici a les 7:30 del matinada, assolirà el seu punt àlgid a les 8:35 i tindrà fi a les deu del matí.[1]
- Article de El Periódico de l'any 2016 en que s'especula que s'assolirà la paritat en aquest any. L'article denuncia la falta de paritat l'any 2016, fent per exemple, un mapa amb les alcaldesses de Catalunya que són minoria.[2]

Resta del món
- Gener - Un missatge del METI, anomenat Teen Age Message, enviat des del radio telescopi Yevpatoria RT-70; Radar planetari Eupatoria, arriba a les seves destinacions, Estrella HD 126053 i estrella HD 193664.[3]
- El futurista Simon Hopkins prediu el col·lapse dels sistemes econòmics moderns.[4]
- Centenari de la Revolució Cubana; què és produí el 1959 durant el Moviment 26 de Juliol.[5]
- 5 de novembre - Eclipsi anular de sol passant al sud-oest de la França, després a Sardenya i Sicília, a Egipte, a la part superior d'Àfrica, travessant l'oceà Índic i fins a Sumatra.[1]

Ficció
- El 2059 es compliran 60 anys de la massacre de Columbine.
- The Waters of Mars, episodi de Doctor Who, té lloc el 2059; vegeu la Llista d'episodis de Doctor Who.[6][7]